# Robert Zoellick
Robert Bruce Zoellick  (Naperville, Illinois, 25 de julho de 1953) foi o décimo-primeiro presidente do Banco Mundial, de 2007 a 2012.
Anteriormente foi Diretor no Goldman Sachs, Secretário de Estado adjunto dos Estados Unidos (com termo de mandato em 7 de julho de 2006) e Office of the United States Trade Representative, de 7 de fevereiro de 2001 até 22 de fevereiro de 2005.
O Presidente dos Estados Unidos George W. Bush nomeou Zoellick em 30 de maio de 2007 para substituir Paul Wolfowitz como Presidente do Banco Mundial.  Em 25 de junho de 2007, Zoellick foi aprovado pelo comité executivo do Banco Mundial.
Em 19 de maio de 2014, Karen Hudes, ex-executiva do Banco Mundial, declarou que Zoellick esteve envolvido em trabalhos do governo americano sobre seres extraterrestres atuantes no mundo. Segundo Hudes, trata-se de "criaturas não humanas, de cabeça alongada e com QI 150, controlam o Vaticano e os bancos do de todo o mundo".